# Dolní Nětčice
Dolní Nětčice är en ort i Tjeckien.   Den ligger i regionen Olomouc, i den östra delen av landet, 240 km öster om huvudstaden Prag. Dolní Nětčice ligger 271 meter över havet och antalet invånare är 270.
Terrängen runt Dolní Nětčice är platt söderut, men norrut är den kuperad. Runt Dolní Nětčice är det ganska tätbefolkat, med 86 invånare per kvadratkilometer. Närmaste större samhälle är Přerov, 16,3 km väster om Dolní Nětčice. Trakten runt Dolní Nětčice består till största delen av jordbruksmark.